# Brosville
Brosville település Franciaországban, Eure megyében. Lakosainak száma 647 fő (2022. január 1.). Brosville Bérengeville-la-Campagne, Émalleville, Houetteville és Tourneville községekkel határos.

## Népesség
A település népességének változása:
| Lakosok száma | 330  | 434  | 573  | 637  | 639  | 629  | 633  | 646  | 644  | 647  |
|               | 1968 | 1982 | 1990 | 2006 | 2013 | 2015 | 2017 | 2019 | 2020 | 2022 |